# Wellsville (Utah)
Wellsville es una ciudad ubicada en el condado de Cache en el estado estadounidense de Utah. En el año 2000 tenía una población de 2.728 habitantes. Wellsville se localiza dentro de los límites metropolitanos de la ciudad de Logan. 

## Geografía
Wellsville se encuentra ubicado en las coordenadas 41°38′8″N 111°55′59″O / 41.63556, -111.93306. Según la Oficina del Censo, la localidad tiene un área total de 16,5 km² (6,4 mi²), de la cual 0,35% es agua.

## Demografía
Según la Oficina del Censo en 2000, había 2.729 personas y 686 familias residentes en el lugar, 97.29% de los cuales eran personas de raza blanca.
Según la Oficina del Censo en 2000 los ingresos medios por hogar en la localidad eran de $49,115, y los ingresos medios por familia eran $51,023. Los hombres tenían unos ingresos medios de $37,244 frente a los $21,750 para las mujeres. La renta per cápita para la localidad era de $16,171. Alrededor del 6.4% de la población estaban por debajo del umbral de pobreza.